# Вельґож
Вельґож (пол. Wielgorz) — село в Польщі, у гміні Морди Седлецького повіту Мазовецького воєводства.
Населення — 203 особи (2011).
У 1975-1998 роках село належало до Седлецького воєводства.

## Демографія
Демографічна структура станом на 31 березня 2011 року:
|          | Загалом | Допрацездатний вік | Працездатний вік | Постпрацездатний вік |
| -------- | ------- | ------------------ | ---------------- | -------------------- |
| Чоловіки | 95      | 20                 | 60               | 15                   |
| Жінки    | 108     | 17                 | 55               | 36                   |
| Разом    | 203     | 37                 | 115              | 51                   |